# Paola Bracho
Paola Montaner de Bracho é uma socialite fictícia, interpretada pela atriz venezuelana Gabriela Spanic em 1998 na telenovela mexicana A Usurpadora, considerada por muitos como uma das maiores vilãs da teledramaturgia mexicana.
Graças a essa interpretação, Gabriela Spanic tornou-se mundialmente famosa e muito popular na América Latina, sobretudo no Brasil. Ao lado de Soraya Montenegro (Itatí Cantoral), a antagonista da telenovela Maria do Bairro (1995), e Catarina Creel (María Rubio) de Ambição (1986), é uma das vilãs mais conhecida de telenovelas.

## História
Paola é a segunda esposa de Carlos Daniel Bracho (Fernando Colunga) e madrasta de Carlinhos (Sergio Miguel) e Lizete (María Solares), que consideram-na como a sua legítima mãe. Sempre entediada, Paola passa o tempo com futilidades, fazendo compras, induzindo a avó de Carlos Daniel ao alcoolismo e saindo com vários homens ricos. O seu único passatempo na casa dos Bracho é seu cunhado, Willy (Juan Pablo Gamboa), o marido da atormentada e histérica Stephanie Bracho (Chantal Andere), uma irmã adotiva de Carlos Daniel.
Em uma de suas diversas viagens a Cancún, Paola conhece Paulina, a sua irmã gêmea idêntica, em um toalete feminino de um clube onde Paola está bêbada e fumando. Paola vê em Paulina a oportunidade perfeita de se livrar de sua família e fugir com o megaempresário milionário Alexandre Farina (Enrique Lizalde) durante um ano. Coloca na bolsa de Paulina uma pulseira de esmeraldas e diamantes, fazendo Paulina ser acusada de furto e obrigando-a a substituí-la em sua casa durante um ano, caso contrário registraria uma queixa na polícia acusando Paulina de roubo e fazendo-a ser presa. Durante uma viagem a Mônaco com Alexandre, eles sofrem um grave acidente de carro e ficam praticamente aquele ano todo em recuperação enquanto Paulina ocupa o seu lugar na casa dos Bracho.
Em janeiro de 1996, Paola reassume o seu lugar na casa dos Bracho sem no entanto desconfiar que toda a sua farsa foi descoberta, o que a faz cair em contradição. Após descobrir que os Bracho já sabem de tudo, Paola arma um novo plano e foge com Douglas Maldonado (Miguel de León), um antigo amante dela ainda quando solteira.
Após alguns meses, Paola retorna totalmente inconsciente devido a uma cirurgia que fez no cérebro quando sofreu o acidente em Mônaco. Imóvel e em estado vegetativo, Paola causa a comoção em sua irmã e a faz assumir toda a culpa pelo crime de usurpação de identidade e vá parar na cadeia.
Entretanto, Paola está totalmente bem, fazendo-se de imóvel para principalmente enganar os Bracho. Aos poucos, ela vai se "recuperando", continuando a fazer da vida dos Bracho e da irmã um verdadeiro inferno, chegando até a prejudicá-la em seu julgamento. Após Paulina ficar em liberdade, Paola retorna à casa dos Bracho em uma cadeira de rodas fingindo uma invalidez apenas para poder atormentar ainda mais a família.
Ao ser descoberta, Paola decide castigar a enfermeira Elvira (Azela Robinson), sua cúmplice, que entregou aos Bracho toda a farsa de Paola. Paola, em combinação com Willy, planeja levar Elvira por um carro dado por Paulina à periferia onde seria agredida, mas no caminho elas sofrem um grave acidente que instantaneamente mata Elvira. Paola sobrevive extremamente ferida, mas agoniza no hospital até a morte após 2 dias. Antes de morrer, ela se reconcilia com Paulina e pede perdão a Carlos Daniel, e pede para que a irmã se case com ele e sejam felizes. Como os Bracho recusaram-se a lhe dar a quantia mínima de um milhão de dólares (exigido por ela como parte do regime de comunhão de bens), Paola faleceu ainda casada legalmente com Carlos Daniel.
Paola foi cremada e suas cinzas foram depositadas no jazigo da família Bracho.
A imagem de Paola, após a sua morte, aparece para Paulina em um espelho na sequência Além da Usurpadora.

### Principais maldades
- Colocou uma pulseira de esmeraldas e brilhantes na bolsa de Paulina e a acusou de ladra para obriga-la a ocupar seu lugar na mansão Bracho.
- Tem como amantes seu cunhado Willy, Douglas Maldonado, Luciano Alcântara, Alexandre Farina e o pintor Donato d'Angeli.
- Se aproveitou de uma cirurgia no cérebro para forjar doença e invalidez, querendo voltar a ocupar seu lugar na casa dos Bracho.
- Deu falso testemunho no julgamento de sua irmã gêmea acusando-a de ser a responsável pela usurpação.
- Planejou um plano fracassado com seu cunhado e ex-amante Willy um incêndio para acabar com a fábrica Bracho.
- Por fim, planejou uma vingança fracassada contra a enfermeira Elvira, causando um acidente de carro que resultou na morte de ambas.